# Ermita de la Virgen de la Cuesta

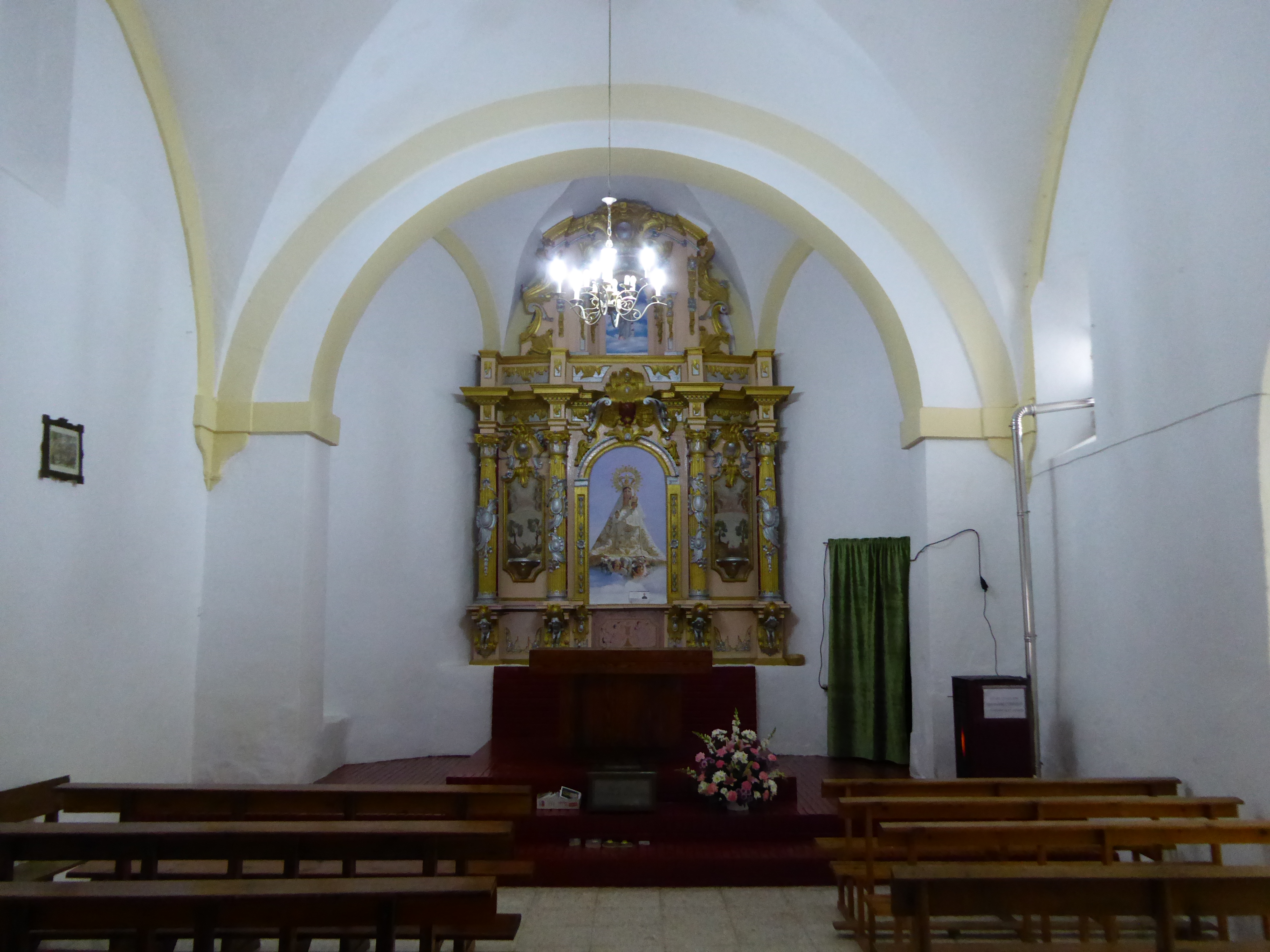
Interior

La ermita de la Virgen de la Cuesta es una ermita católica dedicada a la Virgen de la Cuesta, en el municipio español de Alconchel de la Estrella, en la provincia de Cuenca. A la ermita acuden en romería y celebran sus fiestas tanto los vecinos de Alcolchel de la Estrella como de Las Pedroñeras, a 40 km de distancia de la ermita. La ermita se sitúa en el Cerro de la Virgen, a unos 3 km de distancia de la población de Alcolchel de la Estrella, junto al yacimiento arqueológico Cerro de la Virgen de la Cuesta.
La imagen de la Virgen que se conserva data seguramente del siglo XIII. Se trata de una imagen de madera policromada con la virgen sentada.

## Fiesta y romería
La romería de Alconchel podría datar del siglo XIII, mientras que la tradición de acudir en romería a la ermita por parte de vecinos de Las Pedroñeras podría ser posterior a 1575 y podría deberse a alguna familia procedente de la zona donde se encuentra la ermita y que acudiera en visita a esta una vez al año. El camino a la Virgen de la Cuesta desde Las Pedroñeras se señalizó por primera vez en 1997 por parte de la asociación Sanandarín. En 2015 se instalaron unas nuevas señalizaciones en el camino.
Las fiestas de la Virgen de la Cuesta se celebran en mayo. Los romeros salen de Las Pedroñeras el día 6, mientras que la subida de la imagen de la Virgen desde Alcolchel de la Estrella se produce el día 7. La imagen es subida por vecinos de Las Pedroñeras. El día 8 de mayo se celebra una misa en el cerro, y los vecinos de Alconchel bajan la imagen a la iglesia de Nuestra Señora de la Estrella.
El mes de febrero de 2018 se solicitó a la Junta de Comunidades de Castilla-La Mancha la declaración de la romería como Fiesta de Interés Turístico Regional.